# Falk Oesterheld

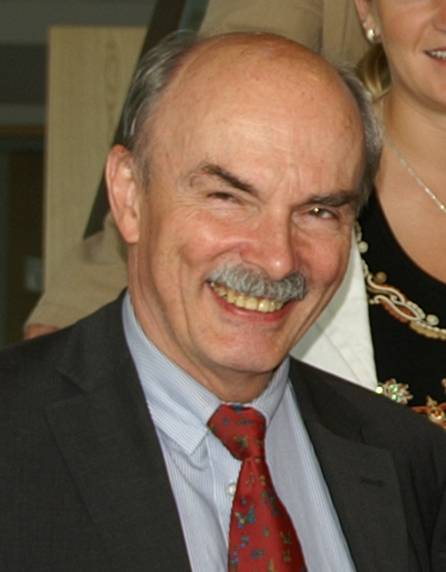
Falk Oesterheld 2009

Falk Oesterheld (* 21. August 1943 in Oppeln/Oberschlesien) ist ein deutscher politischer Beamter. Er war von 2008 bis 2009 Staatssekretär im Thüringer Ministerium für Soziales, Familie und Gesundheit.

## Leben
Nach dem Abitur in Bad Hersfeld 1963 und dem Wehrdienst studierte Oesterheld von 1966 bis 1970 Wirtschaftswissenschaften an der Justus-Liebig-Universität Gießen und schloss dort mit dem Diplom ab. Anschließend war er bis 1974 Assistent am Lehrstuhl Betriebswirtschaftslehre II und promovierte in dieser Zeit zum Dr. rer. pol.
1975 wurde er Mitarbeiter im Bundesministerium für Jugend, Familie, Frauen und Gesundheit und war dort in verschiedenen Funktionen bis 1991 tätig. So war er u. a. von 1977 bis 1978 beim Regionalbüro für Europa der Weltgesundheitsorganisation in Kopenhagen beschäftigt und von 1983 bis 1987 Vorsitzender des Personalrats.
Im Oktober 1991 wurde Oesterheld zum Ministerialrat ernannt und zum Thüringer Ministerium für Soziales, Familie und Gesundheit abgeordnet. Dort war er zunächst Abteilungsleiter Gesundheit und wurde 1994 zum Ministerialdirigenten ernannt. Seit August 2004 war er Leiter der Zentralabteilung und erster Vertreter des Staatssekretärs.
Oesterheld ist verheiratet und hat zwei Kinder.

## Staatssekretär
Am 6. August 2008 wurde Oesterheld als Nachfolger von Stephan Illert zum Staatssekretär im Thüringer Ministerium für Soziales, Familie und Gesundheit ernannt. Ursprünglich war Renate Meier als Nachfolgerin von Illert vorgesehen. Sie konnte diese Position jedoch aus gesundheitlichen Gründen nicht antreten und wurde in den einstweiligen Ruhestand versetzt.
Nach der Landtagswahl in Thüringen 2009 und dem folgenden Regierungswechsel wurde Oesterheld am 4. November 2009 von Hartmut Schubert als Sozialstaatssekretär abgelöst.

## Quelle
- Lebenslauf von Falk Oesterheld beim Thüringer Ministerium für Soziales, Familie und Gesundheit, zuletzt abgerufen am 4. Juni 2009

| Personendaten    | Personendaten                                    |
| ---------------- | ------------------------------------------------ |
| NAME             | Oesterheld, Falk                                 |
| KURZBESCHREIBUNG | deutscher Politiker, Staatssekretär in Thüringen |
| GEBURTSDATUM     | 21. August 1943                                  |
| GEBURTSORT       | Oppeln                                           |